# Лангобардсько-Гепідська війна (567)
Лангобардсько-Гепідська війна — фінальна війна між гепідами та лангобардами, що тривала у 566—567 роках. Почалась внаслідок нападу лангобардів у союзі з Аварським каганатом проти Королівства гепідів, що розташовувалось в Паннонії. Завершилася перемогою лангобардів.

## Передумови
Королівство гепідів утворилось після смерті імператора Аттіли, внаслідок розпаду Гунського союзу племен. Гепіди були союзниками гунів, а королі гепідів були одними з найближчих соратників Аттіли.
В  V-VI століттях в Паннонії існувало декілька слов'янських державних утворень, що постійно пристояли нападам готів, лангобардів та інших германських племен. До середини 560-х років лангобарди вже майже два десятиліття постійно нападали на Королівство гепідів, прагнучи окупувати Паннонію. Попередня війна між ними завершилася в першій половині 550-х років перемогою лангобардського короля Алдуїна в битві на полі Асфельду.
Про події, що стали приводом для нової війни, лангобардські джерела нічого не повідомляють. Проте, лангобарди проводили постійну агресивну політику щодо гепідів, й за свідченням Феофана Сімокатти, донька короля гепідів Кунимунда Розамунда  була викликана викраденням королем лангобардів Альбоіном. Є й інші свідчення Павла Діакона, що писав наприкінці VIII століття, про те, що Розамунда потрапила в полон до лангобардів вже після поразки гепідів на вбивста лангобардами короля Кунимунда.
566 року лангобардський король Альбоін напав на Гепідське королівство. Розбивши нечисленне військо гепідів, окупанти взяли в облогу їх столицю місто Сирмій. Вони сподівались, що участь в облозі візьмуть франки, але ті відмовили на прохання короля лангобардів. Гепідське королівство, з великими втратами, вистояло та відбило напад лангобардів.
Зазнавши поразки, Альбоїн негайно розпочав переговори. Поразка під Сирмієм показала, що лангобарди самотужни не зможуть здобути перемогу у війні. Зрозумівши це, Альбоїн почав шукати нових союзників проти гепідів і знайшов їх в особі аварської ордин. Взимку 566/567 років за посередництвом короля франків Сігіберта I між королем лангобардів і каганом аварів Баяном I було укладено союз. За свідченням Павла Діакона, Альбоїн в оплату за укладення військового союзу обіцяв аварам десяту частину всієї худоби, а також у разі перемоги половину захопленої здобичі, а токож пообіцяв уступити аварам землі гепідів.
Візантійці, що були до цього союзниками гепідів, за свою підтримку зажадали від Кунимунда передати їм Сирмій та визнати свою залежність від Східної Римської імперії.  Король гепідів відмовив у таких вимогах, й імператор Юстин II відкливав свої війська з Гепідського королівства.

## Перебіг
567 року лангобарди та авари з двох боків (перші – із заходу, другі – зі сходу) вторглися до Гепідського королівства. В цьому поході каган аварів Баян I виступав як незалежний від союзника полководець, і саме авари зіграли головну роль у розгромі Гепідського королівства. Дізнавшись про вторгнення, король Кунимунд знову звернувся до імператора Юстина II за допомогою, обіцяючи передати візантійцям Сирмій, але імператор так і не дав королю відповіді. Ймовірно, імператор Юстин II розраховував скористатися ослабленням всіх сторін, що брали участь у війні, і розширити свої володіння в Паннонії, на землі на південь від Дунаю.
Побоюючись вступати у бій із об'єднаним лангобардсько-аварським військом, Кунимунд вирішив розбити своїх ворогів поодинці. Першою метою він обрав лангобардів, виступив їм назустріч і зійшовся з ними в битві в невідомому місці в межиріччя Тибіска і Дунаю. Однак у битві гепіди зазнали нищівної поразки, а їх король був вбитий особисто Альбоїном. У битві загинула більша частина гепідського війська, і лише небагато з підданих Кунимунда змогли врятуватися.
У візантійських джерелах переможцями гепідів названі авари. Стверджується, що саме каган Баян I вбив Кунимунда і наказав зробити з черепа короля Кунимунда оковану золотом чашу. Згодом каган подарував її своєму союзнику Альбоїну. Пізніше той змушував доньку Кунимунда Розамунду, яка була взята захоплена переможцями, пити з черепа її померлого батька, запрошуючи «весело випити разом з батьком».
Після розгрому гепідів лангобарди на чолі з Альбоїном повернулися до своїх володінь. Авари ж продовжили військові дії, прагнучи встановити свою владу над усією територією Гепідського королівства. У тому числі, навесні 568 року вони безуспішно брали в облогу Сирмій, на той час уже взятий під контроль візантійським воєначальником Бадуарієм, який діяв у союзі з гепідським князем Уздибальдом.

## Наслідки
Внаслідок війни 567 року Гепідське королівство у Паннонії припинило існування. Частина переможених гепідів залишилась в Паннонії, інша їх частина, серед яких були племінник короля Кунимунда Рептила, аріанський єпископ Тразарих, князь Уздибальд та інші перейшли на територію, що контролювалась Візантією. Пізніше каган Баян I, через свого посла Таргитія декілька разів вимагав від імператора Юстина II видати гепідів, що перебували в його володіннях, але той відмовився це зробити. Відкинув візантійський імператор і вимогу кагану передати аварам Сирмій.
Після перемоги над гепідами ломбардійський вождь Альбоїн уступив Паннонією аварам, і більшість колишнього Гепідського королівства стала частиною Аварського каганату. За території навколо Сирмія візантійці та авари воювали до 582 року.
Цікаво, що майже одразу після перемоги над гепідами каган Баян I став виявляти претензії на верховну владу і над своїми союзниками лангобардами. Під тиском нових сусідів лангобарди відступили на Апеннінський півострів, що знаходився тоді під владою Візантійських імператорів. В результаті короткочасної війни лангобарди окупували більшу частину італійських володінь Візантії, заснувавши тут свою нову державу.